# Prociphilus crataegicola
Prociphilus crataegicola är en insektsart som beskrevs av Shinji 1922. Prociphilus crataegicola ingår i släktet Prociphilus och familjen långrörsbladlöss. Inga underarter finns listade i Catalogue of Life.